# 北川町子

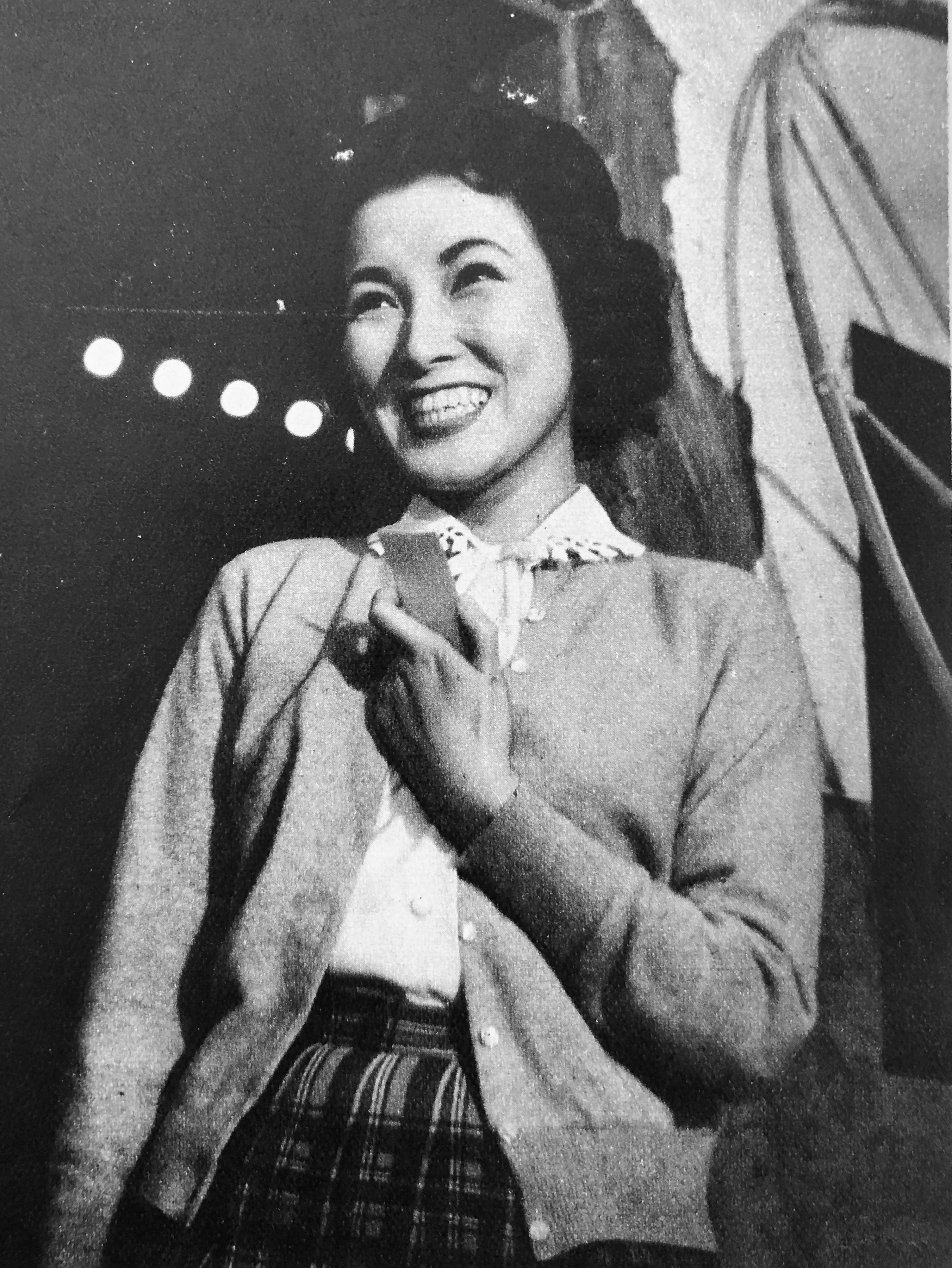
北川町子。『サンケイグラフ』1955年4月3日号より。

北川 町子（、1932年〈昭和7年〉4月8日 - ）は、元映画・テレビ女優。本名は北川 好子（）。夫は俳優・タレント・司会者・作家の児玉清。長男は元タレントで児玉清事務所代表兼事務用品の販売・卸会社の株式会社チカダ社長の北川大祐。東京市（現・東京都）出身。

## 来歴・人物
東京市の文房具屋（事務用品の販売・卸会社の株式会社チカダ）の娘として生まれる。兄がいたが戦死した。1949年、高等女学校生の時に新東宝撮影所に見学に行った際に、製作主任の大村完三に勧められ、学校を中退して総芸プロに入り女優となる。翌1950年1月、東宝へ移籍する。1953年、杉江敏男監督に抜擢され、『逃亡地帯』に主演の三國連太郎の情婦役を演じる。この作品から本名の好子から北川町子へ改名した。以降、妖艶な顔立ちを生かした役柄をこなし、東宝の中堅女優として活躍した。
1964年に同じ東宝の俳優だった児玉清と結婚（児玉は北川家に婿入り）、ほどなくして女優業を引退した。一男一女を授かった。息子は北川大祐で、一時期、児玉大輔や北川大輔、本名でタレントとして活動していたが、後に引退して会社員をしている。娘は夫の死去まで、マネージャーを務めていた。

### エピソード
夫児玉清は、著書『負けるのは美しく』（集英社、2005年）の「見エザル神ノ手」の章で、結婚に至った経緯を回想し知り合ったのは1964年のテレビドラマ『サラリーマン義経君奮戦記』の京都ロケへ向かう車中であった。(1960年「夜の流れ」プールのシーンで共演があるので「個人的に話したのは」という意味だと思われる）東宝撮影所演技課から京都に一人で行けない女優がいるので一緒に行ってほしいと頼まれ、やむなく引き受けたところ、スクリーンで知っている「コケティッシュでちょっと姉御肌の伝法な女性」という印象と全く違って、真面目で控えめで感じがよく、相性がいいのか居心地よく感じたという。その4ヵ月後に結婚することになるのだが、父親を数年前に亡くして母親と2人暮らしだった北川とのデートは、いつも母親か叔母との3人だったという。なお、北川の児玉清の第一印象は、「なんておしゃべりな人なんだろう」だった。結婚後、女優を辞めるに際しては、当時は中堅女優と売れていない俳優との組み合わせだったために、会社からばかりではなく俳優仲間からも惜しまれたという。中でも女優の賀原夏子からは児玉に「私の大好きな女優の一人だったのよ。やめちゃうなんて本当に残念だわ。彼女が復帰する気持ちになったら、真っ先に私に知らせてね。残念、残念だわ」と言われて複雑な心境になったという。

## その他
1957年（昭和32年）12月31日、東宝サンパウロ支社開設のため、同じ東宝の女優だった河内桃子らとブラジルへ出発。帰りにアメリカのニューヨークへ立ち寄り、第2回日本映画見本市に参加し、1958年（昭和33年）2月12日、日本に帰国した。当時はまだ海外渡航自由化の前で、大変貴重なサンパウロ&ニューヨーク訪問となった。

## 主な出演作品

### 映画
特記以外は、東宝配給
- 影を慕いて（1949年12月25日 新東宝）[注釈 1]
- 石中先生行状記（1950年1月22日 藤本プロ）[注釈 1]
- 續向う三軒両隣り（新東宝）
  - 續向う三軒両隣り 第三話 どんぐり歌合戰（1950年4月9日）[注釈 1]
  - 續向う三軒両隣り 第四話 恋の三毛猫（1950年5月7日）[注釈 1]
- 若人の歌（1951年8月31日）
- 佐々木小次郎 完結篇（1951年10月26日）：きのえ
- ラッキーさん（1952年2月21日）
- 金の卵（1952年5月14日）
- 戦国無頼（1952年5月22日）

以下の作品より芸名を北川好子から北川町子に改名
- 逃亡地帯（1953年3月19日）：トシエ
- 私は狙われている（1953年4月22日）：クミ子
- 愛人（1953年11月10日）
- お祭り半次郎（1953年11月23日）：おのぶ
- 山の音（1954年1月15日）
- 水着の花嫁（1954年7月7日）
- 恋愛特急（1954年8月3日）
- うれし恥ずかし看板娘（1954年8月15日）
- 密輸船（1954年11月30日）
- 天下泰平（1955年1月29日）：柳川恵子
- 大番頭小番頭（1955年4月3日）
- 新鞍馬天狗 夕立の武士（1955年6月14日）
- 続宮本武蔵 一乗寺の決闘（1955年7月12日）：小菩薩太夫
- 芸者小夏 ひとり寝る夜の小夏（1955年7月13日）：花勇
- 初恋三人娘（1955年7月26日）
- 帰ってきた若旦那（1955年11月1日）
- 乱菊物語（1956年1月22日）：うるめ
- 奥様は大学生（1956年2月26日）
- 見事な娘（1956年3月6日）：山下周子
- 婚約三羽烏（1956年4月25日）：ミッチー
- 妻の心（1956年5月3日）：芸者・福子
- のり平の浮気大学　愉快な家族（1956年5月10日）
- あの娘が泣いている波止場（1956年5月17日）
- 疾風!鞍馬天狗（1956年6月8日）
- はりきり社長（1956年7月13日）：中村嬢
- へそくり社長とワンマン社長：池田三千代
  - へそくり社長とワンマン社長 へそくり社長奮闘す（1956年8月29日）
  - へそくり社長とワンマン社長 へそくり社長純情す（1956年9月5日）
- のんき夫婦（1956年10月3日）：君香
- 哀愁の街に霧が降る（1956年10月31日）
- おかしな奴（1956年11月7日）：〆駒
- 眠狂四郎無頼控（1956年12月26日）：寿女若
  - 眠狂四郎無頼控 第二話　円月殺法（1957年4月2日）：勢以菊
- おしどり喧嘩笠（1957年5月22日）
- ひかげの娘（1957年6月5日）：以久子
- 別れの茶摘歌（1957年7月2日）：坂田やす子
- 森繁の僕は美容師（1957年8月11日）
- 別れの茶摘歌姉妹篇　お姉さんと呼んだ人（1957年8月25日）：坂田やす子
- 花嫁は待っている（1957年10月20日）
- 次郎長意外伝 大暴れ次郎長一家（1957年11月22日）：お蝶
- 愛情の都（1958年1月21日）：マキ子
- 別れの波止場（1958年2月26日）
- ちゃっきり金太（1958年6月2日）
  - 続ちゃっきり金太（1958年7月8日）
- 美女と液体人間（1958年6月24日）：花枝[2][1]
- 結婚の夜（1959年3月10日）
- 続・社長太平記（1959年3月15日）：芸者・〆福
- 狐と狸（1959年4月28日）：相原てる子
- サラリーマン十戒（1959年9月20日）：バーのマダム・百合子
- 女が階段を上る時（1960年1月15日）：清美
- 新三等重役 当るも八卦の巻（1960年4月26日）：小春
- 恐妻党総裁に栄光あれ（1960年5月10日）：花代夫人
- サラリーマン御意見帖 出世無用（1960年5月28日）：麗子
- 夜の流れ（1960年7月12日）：小町
- 八百屋お七 江戸祭り一番娘（1960年8月9日）：お光
- 新女大学（1960年8月28日）：中川夫人
- 東海道駕籠抜け珍道中（1960年12月20日）
- 背広三四郎 男は度胸（1961年2月25日）：駒奴
- 続サラリーマン弥次喜多道中（1961年7月23日）：芸者・とんぼ
- 黒い画集 第二話 寒流（1961年11月12日）：福光喜太郎の情婦
- 暗黒街撃滅命令（1961年12月17日）：コールガール・京子
- 乾杯!サラリーマン諸君（1962年1月14日）：真知子
- 雲の上団五郎一座（1962年4月15日）：妾お柳
- 私と私（1962年8月11日）：里子
- 放浪記（1962年9月29日）
- 忠臣蔵 花の巻・雪の巻（1962年11月3日）：おきよ
- 風流温泉 番頭日記（1962年12月16日）：多美子
- ハイハイ3人娘（1963年1月29日）：間宮医院院長（植木等）の妻・房江
- クレージー映画
  - クレージー作戦 くたばれ!無責任（1963年10月26日）：大沢百合子
  - ホラ吹き太閤記（1964年10月31日）：楓の局
  - 花のお江戸の無責任（1964年12月20日）：三浦屋の女将
  - クレージー黄金作戦（1967年4月29日）：松千代
- ひばり・チエミ・いづみ 三人よれば（1964年5月16日）
- 裸一貫（1964年5月16日、松竹）
- 天才詐欺師物語 狸の花道（1964年8月1日）：ママさん
- 団地七つの大罪（1964年12月9日）：引っ越しの妻
- 落語野郎 大脱線（1966年6月30日）：清元師匠お綱
- 伊豆の踊子（1967年2月25日）：お滝（女中）

### テレビドラマ
- 浪花しのぶぐさ（1959年7月12日、東芝日曜劇場第137回、TBS）
- 松本清張シリーズ・黒い断層 「白い闇」（1961年6月5日・12日、ナショナル ゴールデン・アワー、TBS）：田所常子
- 三匹の侍（第1シリーズ 第11話「左近見参」1963年、フジテレビ）
- サラリーマン義経君奮戦記（1964年、TBS）
- 新婚さん 第1回「お二人さんお付きイ!」（1966年11月5日、TBS）
- 太陽野郎（1967年、日本テレビ）
- 意地悪ばあさん 第4話「にたりの巻」（1967年、よみうりテレビ）